# Bruno Lima
Bruno Antero Moreira Lima (* 5. November 1985 in Póvoa de Varzim) ist ein portugiesischer Radrennfahrer.

## Sportliche Laufbahn
Bruno Lima begann seine Karriere 2005 bei dem portugiesischen Continental Team Milaneza Maia. In seinem ersten Jahr konnte er zwei Etappen bei der Galicien-Rundfahrt für sich entscheiden. 2006 gewann er jeweils eine Etappe bei der Volta ao Sotavento Algarvio und beim Grand Prix Abimota. Zu Beginn der Saison 2007 gewann der zwei Etappen der Vuelta a Cuba. Jeweils eine Etappe entschied er bei der Vuelta a Extremadura (2009), beim Grande Prémio Internacional de Torres Vedras (2010) sowie bei der Volta ao Alentejo (2011) für sich. Ende 2012 beendete er seine Radsportlaufbahn.

## Erfolge
2005
- zwei Etappen Galicien-Rundfahrt

2007
- zwei Etappen Vuelta a Cuba

2009
- eine Etappe Vuelta a Extremadura

2010
- eine Etappe Grande Prémio Internacional de Torres Vedras

2011
- eine Etappe Volta ao Alentejo

## Teams
- 2005 Milaneza Maia
- 2006 Maia Milaneza
- 2007 Vina Magna-Cropu
- 2008 Madeinox-Boavista
- 2009 Madeinox Boavista
- 2010 Barbot-Siper
- 2011 Onda
- 2012 Onda